# ВЕС Горнс-Ріф 3
ВЕС Горнс-Ріф 3 – данська офшорна вітрова електростанція. До введення в експлуатацію ВЕС Kriegers Flak буде найпотужнішою вітровою станцією країни.
Місце для розміщення Горнс-Ріф 3 обрали на відстані 29-44 км від західного узбережжя півострова Ютландія, неподалік мису Блавандс та станцій Горнс-Ріф (2002) і Горнс-Ріф 2 (2009). Офшорні будівельні роботи розпочались весною 2016-го зі спорудження трансформаторної підстанції. Її надбудову для розміщення обладнання («топсайд») вагою 1888 тон доставили на понтоні Wagenborg Barge 9 із нідерландського Східаму до порту Есб'єрг, який став базою для подальших робіт на ВЕС. Сюди ж надійшла гратчата опорна основа («джекет») вагою 1300 тон, після чого обидві частини встановив плавучий кран великої вантажопідйомності Stanislav Yudin. Влітку того ж року самопідіймальне судно Sea Installer змонтувало три трансформатори вагою по 185 тон.
Підстанція підійматиме напругу до 220 кВ та спрямовуватиме продукцію на берег по кабелю довжиною 33 км, прокладання основної частини якого здійснило судно Topaz Installer. При цьому останні 3 км траси на мілководді завершило інше кабелеукладальне судно Henry P. Lading.
Після виходу на суходіл біля Houstrup Beach електроенергія подаватиметься до нової підстанції в Blåbjerg. Від останньої лінія з такою ж напругою 220 кВ прямуватиме на підстанцію Endrup. Довжина наземної частини траси складає 45 км.
Спорудження монопальних фундаментів розпочало у жовтні 2017-го спеціалізоване судно Innovation, яке брало за один рейс з Есб'єргу по чотири палі довжиною від 43 до 54 метрів, діаметром 6,5 метрів та вагою від 410 до 610 тон, які забивались на 30 метрів під морське дно. На них встановлюються перехідні елементи довжиною біля 32 метрів, до яких в подальшому кріпляться башти вітрових агрегатів. Монтаж турбін має провести у 2018-му згадане вище судно Sea Installer.
Вітроелектростанція складатиметься із розміщених на площі 88 км2 сорока дев'яти вітрових турбін компанії Vestas типу V164/8000 з одиничною потужністю 8,3 МВт та діаметром ротору 164 метри. Вони будуть встановлені на баштах висотою 102 метри в районі з глибинами моря від 11 до 19 метрів.
Проект, який реалізовує шведська компанія Vattenfall, має виробляти 1,7 млрд кВт⋅год електроенергії на рік.